# 중화인민공화국 과학기술부
중화인민공화국과학기술부(중국어 간체자: 中华人民共和国科学技术部, 정체자: 中華人民共和國科學技術部, 병음: Zhōnghuá rénmín gònghéguó kēxué jìshù bù) 또는 간단하게 중국과학기술부는 중국의 과학기술에 대한 관리를 담당하는 국무원 소속의 행정기관이다.

## 연혁
중국과학기술부의 전신은 1956년 설립된 과학기획위원회와 국가기술위원회가 그 시초이다.
이후 1958년, 이 두개의 위원회가 합병하여 중화인민공화국과학기술위원회로 바뀌었다. 1970년, 과학기술위원회는 중국과학원에 합병되었다. 1977년 9월, 다시 중화인민공화국국가과학기술위원회가 설립되었다. 이후 1998년, 국가과학기술위원회는 개칭하여 지금의 중화인민공화국과학기술부가 되었다.

## 주요업무
중국과학기술부의 주요 업무는 다음과 같다.
1. 과학기술의 발전계획과 방침, 정책, 관련 법률 및 규정 초안 작성, 부서별 규칙수립과 실시 및 감독, 검사에 앞장선다.
2. 국가중점의 기초연구계획, 첨단기술 연구개발계획, 과학기술 연구개발계획을 총괄하고, 기초연구, 첨단기술의 연구, 중대한 사회공익기술의 연구, 중요한 기술의 연구, 기반기술연구를 총괄하며, 중요한 기술적 난관을 극복하는데 책임진다.
3. 관련 부서와 함께 주요 과학기술 프로젝트의 이행에 대한 시연을 조직하고, 포괄적인 평가 및 수용을 균형있게 수행하며, 관련 지원 정책을 수립하며, 주요 과학기술 프로젝트의 구현과 주요 항목에 대한 의견을 제시한다.

## 참조
1. ↑  “中华人民共和国科学技术部”. 《www.most.gov.cn》. 2016년 7월 20일에 확인함.